# متعب شراحیلی
متعب شراحیلی (انگلیسی: Mutaeb Sharahili؛ زادهٔ ۱۹ نوامبر ۱۹۹۲) یک ورزشکار اهل عربستان سعودی است.
از باشگاه‌هایی که در آن بازی کرده‌است می‌توان به باشگاه فوتبال النصر عربستان سعودی اشاره کرد.